# Dubidubidu
«Dubidubidu» es una canción de la cantante chilena Christell, perteneciente a su álbum de estudio debut homónimo y lanzada en 2003. La canción, que cuenta la historia de una niña que invita a sus amigos a jugar en su casa, se volvió viral en Japón —en donde fue conocida como «Chipi chipi chapa chapa» (en japonés: チピチピチャパチャパ)— desde finales de 2023 al ser utilizada en un meme de Internet que involucra a un gato moviendo su cabeza al ritmo de la composición.

## Producción
En 2003 la canción fue estrenada por Christell en el programa de talentos Rojo fama contrafama de TVN, siendo incluida en el álbum homónimo Christell, primer disco de la cantante que en aquel entonces tenía 5 años, razón por la cual aportó con la idea de desarrollar una canción sobre invitar a sus amigos a jugar a su casa, aunque no participó de la composición musical ni la escritura de las letras.
Christell señaló en una entrevista en enero de 2024 que la canción generó opiniones divididas entre el equipo de producción, por lo que fue la última composición en ser grabada y en ingresar al listado definitivo del álbum.

## Viralización
La canción ha sido utilizada a menudo como material para un meme de Internet en donde aparece un gato moviendo su cabeza al ritmo de «Dubidubidu», que se convirtió en viral en redes sociales como TikTok, y ganó popularidad bajo el nombre de «Chipi chipi chapa chapa» en base a un verso del coro. Originalmente comenzó a masificarse en comunidades de videojuegos de Estados Unidos a fines de 2023 —en donde originalmente la frase «mágico mi dubi dubi» era confundida con la expresión en inglés «magic pony»—, y desde entonces su popularidad se extendió a Asia. Dado que la canción no estaba disponible en Spotify, y luego de que Christell subiera un video en sus redes sociales preguntando por qué se había vuelto viral, Warner Music publicó la canción en plataformas de streaming, generando que su popularidad aumentara.
El 15 de enero de 2024, Spotify anunció que la canción había alcanzado el número uno en la lista viral semanal en Japón. En febrero del mismo año, la canción también se convirtió en un éxito en plataformas de streaming en Alemania, Finlandia y Corea del Sur, entre otros países.
En octubre de 2024 se anunció que la canción formará parte de Just Dance 2025 Edition; con ello, Christell se convirtió en la primera artista chilena en poseer una canción en dicho videojuego.